# Trachylepis hoeschi
Trachylepis hoeschi là một loài thằn lằn trong họ Scincidae. Loài này được Mertens mô tả khoa học đầu tiên năm 1954.